# Springerville
Springerville è una città degli Stati Uniti d'America, nella Contea di Apache dello Stato dell'Arizona.
La data di fondazione non è certa: il nome Springerville cominciò ad essere utilizzato per indicare l'agglomerato urbano sorto intorno alla stazione di posta di Henry Springerville a partire dal 10 maggio 1876.